# Лукас Бералдо
Лу́кас Ло́пес Бера́лдо (порт. Lucas Lopes Beraldo; 24 листопада 2003, Пірасікаба, Бразилія) — бразильський футболіст, центральний захисник клубу Ліги 1 «Парі Сен-Жермен».

## Клубна кар'єра

### Сан-Паулу
26 травня 2022 року Бералдо дебютував на професійному рівні у складі команди «Сан-Паулу» перемігши перуанський клуб «Аякучо» у фіналі Копа Судамерикана з рахунком 1–0. 20 липня 2022 року дебютував у бразильській Серії A в матчі проти «Інтернасьйонала».
24 вересня 2023 року він виграв свій перший трофей з клубом — Кубок Бразилії.

### Парі Сен-Жермен
1 січня 2024 року Бералдо приєднався до клубу Ліги 1 «Парі Сен-Жермен» за 20 мільйонів євро, підписавши контракт до червня 2028 року. Два дні потому він дебютував, вийшовши на заміну, у матчі Суперкубка Франції 2023 проти «Тулузи». «Парі Сен-Жермен» здобув перемогу з рахунком 2:0, а Бералдо виграв свій перший трофей з новим клубом.

## Виступи за збірні
Бералдо — бразильський футболіст молодіжної збірної. Він був членом команди до 20 років, яка виграла міжнародний турнір Еспіріту-Санту у 2022 році.

## Особисте життя
Лукас є сином колишнього центрального захисника Андре Бералдо, який виступав у клубах «Гуарані» та «ХВ де Пірасікаба».

## Титули і досягнення
Сан-Паулу
- Володар Кубка Бразилії: 2023[4]

Парі Сен-Жермен
- Чемпіон Франції: 2024, 2025
- Володар Кубка Франції: 2024, 2025
- Володар Суперкубка Франції: 2023,[7] 2024
- Переможець Ліги чемпіонів УЄФА: 2025
- Володар Суперкубка УЄФА (1): 2025

Збірна Бразилії (до 20 років)
- Переможець міжнародного турніру Еспіріту-Санту (до 20 років): 2022[8]